# Pantomallus costulatus
Pantomallus costulatus är en skalbaggsart som först beskrevs av Bates 1870.  Pantomallus costulatus ingår i släktet Pantomallus och familjen långhorningar. Inga underarter finns listade i Catalogue of Life.